# Mnesibulus pallidulus
Mnesibulus pallidulus är en insektsart som beskrevs av Bolívar, I. 1889. Mnesibulus pallidulus ingår i släktet Mnesibulus och familjen syrsor. Inga underarter finns listade i Catalogue of Life.